# Metropolia Mobile
Metropolia Mobile – metropolia Kościoła rzymskokatolickiego obejmująca w całości stany Alabama i Missisipi w Stanach Zjednoczonych.
Katedrą metropolitarną jest bazylika Niepokalanego Poczęcia NMP w Mobile.

## Podział administracyjny
Metropolia jest częścią regionu V (AL, KY, LA, MS, TN)
- Archidiecezja Mobile
- Diecezja Biloxi
- Diecezja Birmingham w Alabamie
- Diecezja Jackson

## Metropolici
1. Oscar Lipscomb (1980 – 2008)
2. Thomas Rodi (2008 – 2025)
3. Mark Rivituso (od 2025)